# Oldenburgische Landesbank
Oldenburgische Landesbank AG (OLB) é um banco alemão.
Sediada em Oldenburg, possui 176 filiais na região noroeste da Alemanha, conhecida como Weser-Ems (compreendendo Terra de Osnabrück, Emsland, Condado de Bentheim, Frísia Oriental, Ammerland, Frísia, Oldenburg (Oldenburg) e Oldenburg Münsterland), bem como Bremen (desde 1 de julho de 2009), Bremerhaven (desde 4 de outubro de 2010) e Verden (desde 4 de abril de 2011). Sua primeira filial na Renânia do Norte-Vestfália foi inaugurada em 7 de novembro de 2011 em Rheine.
Em 23 de junho de 2017, o Bremer Landesbank adquiriu uma participação majoritária na OLB da Allianz. A Bremer Landesbank é uma empresa de portfólio da empresa de private equity Apollo.

## Conselho Administrativo
- Wolfgang Klein (Presidente)
- Stefan Barth
- Hilger König
- Karin Katerbau
- Rainer Polster